# Іванов Валентин Гаврилович
Валентин Гаврилович Іванов (21 січня 1936, м. Часів Яр — 2 квітня 2008) — український композитор, домрист, педагог, президент Харківського караїмського національно-культурного товариства «Карай». Заслужений працівник культури України (2004). Член Національної спілки композиторів України (з 1991).

## З творчої біографії
У 1958 році закінчив факультет народних інструментів Харківської державної консерваторії (кл. домри В. Міхеліса, диригування — К. Дорошенка).
У 1958—1959 рр. — викладач Чернівецького музичного училища.
У 1960—1965 рр. — керівник естрадного ансамблю Донецької обласної філармонії.
У 1966—1978 рр. — завідувач музичної частини Харківського театру юного глядача.
у 1976 році — закінчив факультет композиції Харківського інституту мистецтв (кл. композиції Ігоря Ковача).
Водночас у 1966—1996 роках викладав у Харківському інституті мистецтв, упродовж 1972—1996 років — викладач Харківського державного інституту культури.
У 1979—1989 рр. — керівник народного жіночого естрадного оркестру «Орбіта».
Упродовж 1993—1994 років — головний диригент Харківського цирку.
З 1994 р. — президент Харківського караїмського національно-культурного товариства «Карай».
У квітні 2008 року В. Г. Іванов раптово пішов з життя.

## Творчий доробок
1975 р. — «Вербова дощечка» — варіації на тему української народної пісні. — 4', «Рондо» для альта и фортепіано — 5', «Концертіно» для фортепіано і камерного оркестру — 7'.
1976 р. — «Симфонія» — 20' Квартет № 1 — 5' Квартет № 2 (український) — 12'
1981 р. — «Концертіно» для домри і фортепіано — 6' вариант з симфонічним оркестром — 6' "Концертино для баяна і фортепіано — 7'
1982 р. — «Концертіно» для балалайкі і фортепіано — 5,5' варіант з симфонічним оркестром — 5,5' П'єси для домри і фортепіано: «Український танок», «Челіта» (обр.нар.пісні), «Ой на горі два дубки» (обробка), «Повій вітре на Вкраїну» (обробка), «Старокримська хайтарма» (обробка) та інші.
1983 р. — «Біля монументу скорботної матері» — поема для 4-х тромбонів, літавр, ударних та колоколів — 10'
«Концерт» для3-х труб і 2-х тромбонів у 3-х частинах — 15' П'єса для 2-х труб і 2-х тромбонів — «Вальс» — 3' «Копав копав криниченьку» (обробка укр.нар.пісні) — 3,5'
1984 р. — Соната № 1 для фортепіано — 5' Соната № 2 для фортепіано — 5,5' Соната № 3 для фортепіано (джазова) — 6'.
1985 р. — «Концертіно» для альт-саксофона і біг-бенда — 10' «Соната» для альт-саксофона і фортепіано в 3-х частинах — 15' «Елегія»(джазова) для труби і фортепіано — 5'
1987 р. — "Поліфонічний альбом для фортепіано на матеріалі народних пісень — 30'.
1988 р. — "48 прелюдій і фуг для фортепіано (1-й том — 30, 2-й том — 45, 3-й том (джазові) — 40', 4-й том «Пори року» — 45'.
1989 р. — «Концертіно» для баритона і духового оркестру — 6' «Марш» для духового оркестру — 3'.
1990 р. — Поема для тромбона і фортепіано — 5,5' «Поема» для кларнета і фортепіано — 5' «Вересень в Парижі»-вальс для симфонічного оркестру — 5'.
1991 р. — «Поема» для альта (струнного) і фортепіано — 7' «Гумореска» для труби і фортепіано — 3'
«Пісня і танок» для труби і фортепіано — 4'
«Вальс» для кларнета і фортепіано — 3'.
1992 р. — «Концертіно» № 1 (дитяче) для фортепіано в 4 руки — 5' варіант з камерним оркестром — 5'
«Концертіно» № 2 (дитяче) для 2-х фортепіано — 5,5'.
1996 р. — «Кримська сюїта» для фортепіано — 10' «Караїмська сюїта» для фортепіано — 8'
«Мелодії караїмського весілля» — збірка дитячих п'єс для фортепіано.
1997 р. — «Гулюш-Тота»-симфонічна поема по караїмській народній легенді.
1999 р. — «Три сестри»-вальс для фортепіано по мотивам пєси А. П. Чехова — 5' варіант для симфонічного оркестру.
2000 р. — «Квіти в музиці, легендах та переказах»-цикл дитячих п'єс для фортепіано, фортепіано в 4 руки та ансамблів різного складу.
2001 р. — «Аліса в країні чудес»-п'єси для фортепіано і фортепіано в 4 руки по мотивам казки Льюіса Керролла — 30'.
2002 р. — 6 п'єс для фортепіано і фортепіано в 4 руки по мотивам оповідань А. П. Чехова.
2005 р. — Опера «Да будет Град» (лібрето М. Вярвільського, Л. Куколєва, Н. Акімової, І. Саратова) в 2-х діях, 8-ми картинах, за легендою Г. Квітки-Основяненка «Основание Харькова».

## Видання творів
- «Концертіно» для домри і фортепіано. Київ, «Музична Україна». 1990.

- «Без надії сподіваюсь» — вірші Л. Українки, для голосу (або хору) з фортепіано. Харків. Інститут музикознавства.

- «Мелодії Караїмського весілля» — збірка п'єс для дітей на матеріалі караїмських народних пісень. Національна Спілка композиторів України, Харківська організація — 2003.

- «Єднаймося» — пісні, балади, романси в супроводі фортепіано (96 клавірів). Харків. «Майдан». 2005.

- «Ми співаємо»-дитячі пісні гаджіян. Випуск № 1, № 2. Харків. 2004.

## Дискографія. Аудіозаписи
- Компакт-диски естрадної пісні: «Слобожанская столица», «Іду за Сонцем»; Караїмські компакт-диски: «Мы караимы», «Под небом Джуфт-Кале»;

- Симфонічна та камерна музика (записи з концертних залів).